# Cà de' Ferrari
Cà de' Ferrari è una frazione del comune cremonese di Pessina Cremonese, costituita da una cascina posta a sud-est del centro abitato.

## Storia
La località era una comunità residente in un'unica fattoria del Contado di Cremona con 56 abitanti a metà Settecento.
La riforma amministrativa della Lombardia decisa dall’imperatrice Maria Teresa nel 1757 soppresse il comune annettendolo a Monticelli Ripa d'Oglio, ma una speciale dispensa continuò a configurarlo separatamente ai fini censuari, con confini ufficialmente definiti.